# 3711 Ellensburg
3711 Ellensburg è un asteroide della fascia principale. Scoperto nel 1983, presenta un'orbita caratterizzata da un semiasse maggiore pari a 2,6559741 UA e da un'eccentricità di 0,1676370, inclinata di 11,77986° rispetto all'eclittica.